# 利銘澤

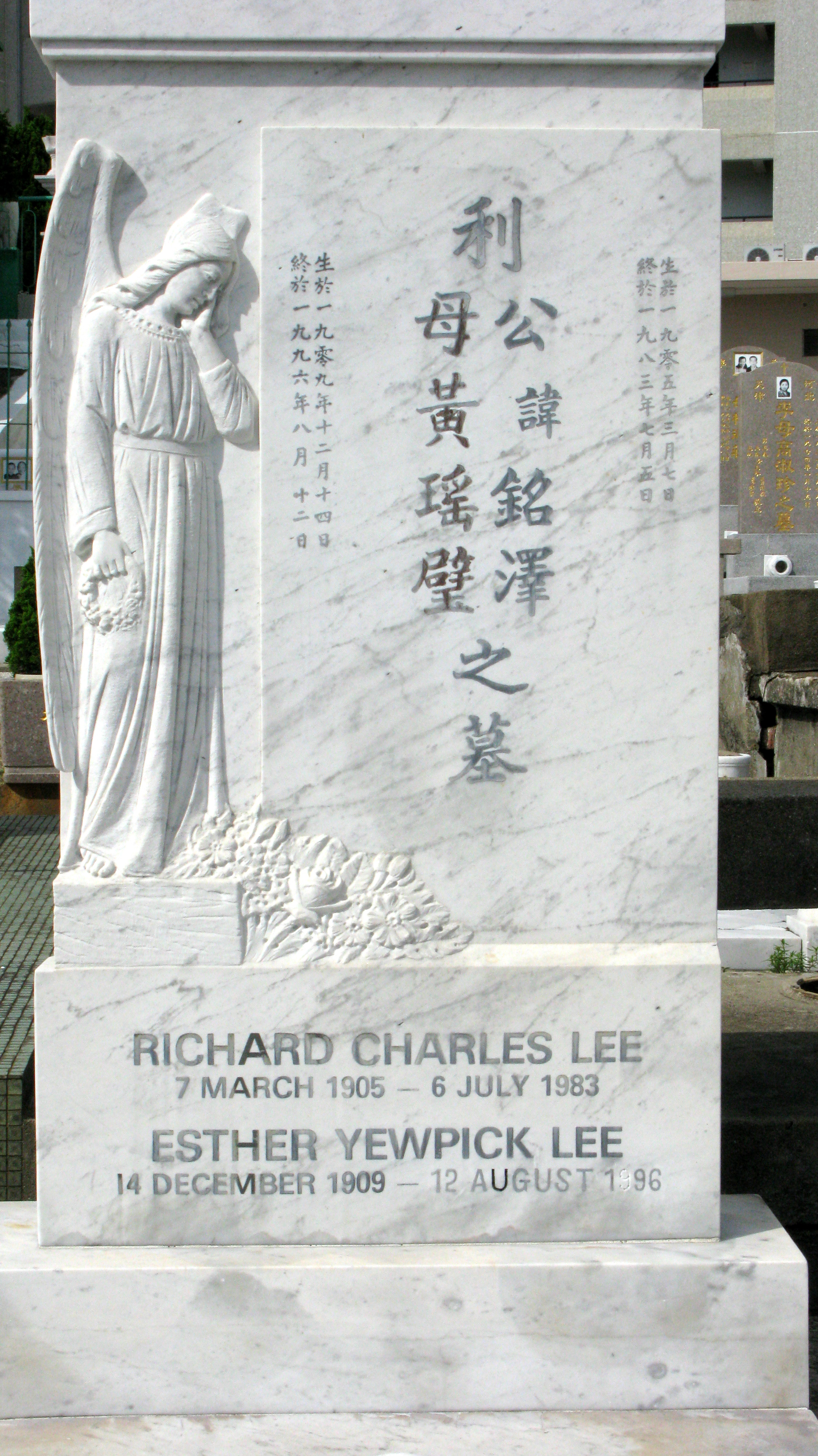
位于港岛薄扶林坟场的利铭泽与利黄瑶璧合葬墓墓碑

利銘澤（英語：Richard Charles Lee；1905年3月7日—1983年7月6日），籍貫廣東開平，生於香港，利希慎子，利良奕長孫、利孝和兄。共济会成员。利銘澤曾經是家族控股的上市公司希慎興業的董事局主席。

## 生平
利铭泽籍貫廣東開平。12歲到英國讀書，获牛津大學工程系學士和碩士學位。1937年擔任中國紅十字會海南島大隊隊長，1945年返港從商。
從1950年起，他先後擔任香港稅務檢討委員會委員、反貪污委員會主席等職，家族的投資涉及地產、貿易、紡織、旅遊業、酒店、航運、銀行、石油、電子等行業。他在1960年代曾經出任行政局首席華人非官守議員。1969年曾獲日本政府頒授勳三等瑞寶章。
1980年，由廖承志、利銘澤兩人發起興建廣州花園酒店。1983年，他與美國財團合資組成加華石油公司，投資開發南海油田。1983年7月6日，利銘澤因心臟病在香港聖保祿醫院逝世。此後由利榮森接任希慎興業董事局主席。

## 以他命名的事物
- 銘澤樓：位於香港中文大學本部科學館中央（俗稱「飯煲」）
- 利銘澤典宬：加拿大多倫多大學圖書館系統
- 利銘澤堂：香港大學舍堂

## 紀念文集
鄭宏泰、黃紹倫著《香港赤子利銘澤》，三聯書店，2012年出版。